# Hakkı Tunaboylu

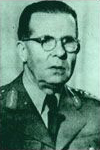

İsmail Hakkı Tunaboylu (* 1895 in Orjachowo, Bulgarien; † 28. Oktober 1958) war ein türkischer General, der zuletzt von 1955 bis 1957 Chef des Generalstabes (Genelkurmay Başkanı) der türkischen Streitkräfte (Türk Silahlı Kuvvetleri) war.

## Leben
Tunaboylu absolvierte nach dem Schulbesuch die Militärschule (Harp Okulu), die er 1914 als Unterleutnant der Artillerie abschloss. Danach fand er im Ersten Weltkrieg Verwendung in verschiedenen Einheiten der Artillerie und war zuletzt Zugführer einer Artillerie-Batterie, ehe er am 31. Juli 1921 in die Nationalarmee eintrat und während des Befreiungskrieges an Gefechten in Anatolien teilnahm. Nachdem er zwischen 1924 und 1927 die Militärakademie (Harp Akademisi) absolviert hatte, diente er bis 1945 in verschiedenen Einheiten als Offizier und Stabsoffizier.
Nach seiner Beförderung zum Brigadegeneral wurde er 1945 Kommandant der Reserveoffiziersschule (Yedek Subay Okulu) und wurde im Anschluss nach seiner Beförderung zum Generalmajor 1947 erst Befehlshaber der 65. Division sowie daraufhin der 28. Division, ehe er Leiter der Operationsabteilung im Stab der Landstreitkräfte (Türk Kara Kuvvetleri) wurde.
1950 erfolgte Tunaboylus Beförderung zum Generalleutnant. Als solcher war er anfangs Chef des Stabes der Landstreitkräfte sowie im Anschluss nacheinander Kommandierender General des III. Armeekorps und des XV. Armeekorps. Zuletzt war er stellvertretender sowie kommissarischer Oberbefehlshaber der 1. Armee und zuletzt Leiter der Operationsabteilung im Generalstab der Türkei.
Nachdem er zum General befördert worden war, war er zwischen dem 6. Juni und dem 25. August 1955 stellvertretender Oberkommandierender der Landstreitkräfte. Im Anschluss wurde er am 25. August 1955 als Nachfolger von General Nurettin Baransel Chef des Generalstabes und behielt dieses Amt, bis er auf eigenen Wunsch am 10. Oktober 1957 in den Ruhestand versetzt und einen Tag später von General Feyzi Mengüç, dem Präsidenten des Militärkassationshofes, abgelöst wurde. Neben dem Amt des Generalstabschefs bekleidete General Tunaboylu als Nachfolger von General Abdülkadir Seven vom 13. September 1955 bis zu seiner Ablösung durch General Ahmet Nurettin Aknoz am 6. Juni 1956 die Funktion des Oberkommandierenden der Landstreitkräfte.
Nach seinem Tode wurde er auf dem Städtischen Friedhof Cebeci in Ankara bestattet.